# Коронавірусна хвороба 2019 у Тунісі
Спалах коронавірусної хвороби 2019 у Тунісі — це поширення пандемії коронавірусної хвороби 2019 на територію Тунісу. Перший випадок хвороби зареєстровано 2 березня 2020 року в місті Гафса.

## Хронологія

### 2020

#### Березень
Перший випадок коронавірусної хвороби підтверджено в Тунісі 2 березня 2020 року, першим хворим став 40-річний тунісець з Гафси, який повернувся з Італії. Після виявлення першого випадку в Гафсі на домашній карантин відправлено 74 підозрілих випадки щодо COVID-19. Двоє пацієнтів з підозрою на коронавірусну хворобу порушили карантинні заходи, після чого місцеве управління охорони здоров'я вирішило розпочати проти них судове переслідування.
У березні в країні зареєстровано 394 випадки хвороби, 10 хворих померли, 3 хворі одужали. Кількість активних випадків хвороби на кінець місяця становила 381.

#### Квітень
У квітні в країні зареєстровано 600 нових випадків хвороби, унаслідок чого загальну кількість підтверджених випадків хвороби зросла до 994. Кількість померлих зросла до 41. Кількість одужань зросла до 305. На кінець місяця зареєстровано 648 активних випадків хвороби.

#### Травень
10 травня 2020 року в Тунісі вперше з початку березня не виявлено нових випадків коронавірусної хвороби. Протягом травня кількість підтверджених випадків хвороби зросла на 83 до 1077. Зареєстровано 7 смертей від коронавірусної хвороби, загальна кількість померлих зросла до 48. Кількість одужань зросла до 960, на кінець місяця залишилось 69 активних випадків хвороби.

#### Червень
У червні було зареєстровано 97 нових випадків хвороби, внаслідок чого загальна кількість підтверджених випадків хвороби зросла до 1174. Померли 2 хворих, загальна кількість померлих зросла до 50. Кількість одужань зросла до 1031, на кінець місяця налічувалось 93 активних випадків хвороби.

#### Липень
17 липня міністерство охорони здоров'я країни повідомило, що за добу 16 липня в країні виявлено 9 нових випадків хвороби, з них 4 випадки місцевої передачі вірусу, загальна кількість випадків хвороби в країні становила 1336. До кінця місяця кількість підтверджених випадків зросла до 1535, збільшившись на 361 у липні. Кількість померлих залишилася незмінною. Кількість одужань зросла до 1195, на кінець місяця в країні зареєстровано 290 активних випадків хвороби.

#### Серпень
У серпні в країні зареєстровано 2268 нових випадків хвороби, унаслідок чого загальну кількість випадків хвороби в країні зросла до 3803. Кількість померлих зросла до 77. На кінець місяця в країні зареєстровано 2153 активні випадки хвороби.

#### Вересень
У вересні в країні зареєстровано 13602 випадки хвороби, унаслідок чого загальна кількість випадків зросла до 17405. Кількість померлих зросла більш ніж утричі до 246.

#### Жовтень–грудень 2020 року
У жовтні було зареєстровано 42408 нових випадків хвороби, що збільшило загальну кількість підтверджених випадків до 59813. Кількість померлих зросла більш ніж у чотири рази до 1317. На кінець місяця було 53464 активних випадків хвороби.
У листопаді було зареєстровано 36956 нових випадків, що довело загальну кількість підтверджених випадків до 96769. Кількість померлих збільшилася більш ніж удвічі – до 3260. Кількість одужань зросла до 70851, на кінець місяця залишилось 22658 активних випадків хвороби.
Міністр охорони здоров'я Фаузі Мехді продовжив комендантську годину до 15 січня, щоб охопити новорічні свята та закликав людей не влаштовувати святкування кінця року та не подорожувати країною. За останні кілька місяців у країні реєструвалося близько 50 смертей від COVID-19 на день. Хоча в Тунісі не зареєструвано жодного випадку нового варіанту вірусу, виявленого у Великій Британії, країна призупинила транспортне сполучення з Великобританією, Південною Африкою та Австралією.
У грудні було зареєстровано 42371 новий випадок хвороби, що збільшило загальну кількість підтверджених випадків до 139140. Кількість померлих зросла до 4676. Кількість одужань зросла до 105364, на кінець місяця залишилось 29100 активних випадків хвороби.

### 2021
2 березня в Тунісі було повідомлено про перші випадки лінії вірусу B.1.1.7 («британський варіант»). Перший випадок зараження варіантом Омікрон у Тунісі було зареєстровано 3 грудня.
19 квітня у Тунісі пом'якшили правила для туристів, туристам після приїзду до країни скасували проходження карантину.
21 липня прем'єр-міністр Хішам Машиши звільнив Фаузі Мехді з посади міністра охорони здоров'я та призначив Мохамеда Трабелсі тимчасовим міністром охорони здоров'я на тлі колапсу системи охорони здоров'я через зростання випадків COVID-19.
У 2021 році було зареєстровано 588703 нових випадки хвороби, що довело загальну кількість підтверджених випадків до 727843. У 2021 році 591122 хворих одужали, а 20900 померли, збільшивши кількість смертей до 25576. На кінець 2021 року в країні був 5781 активний випадок хвороби.

### 2022
2 січня 2022 року було зареєстровано одну смерть та 542 нових випадки хвороби. У січні було зареєстровано 179396 нових випадків хвороби, що збільшило загальну кількість підтверджених випадків до 907239. Кількість померлих зросла до 26271. Кількість одужань зросла до 766677, на кінець місяця залишилось 114291 активних випадків хвороби.
У лютому було зареєстровано 90991 новий випадок хвороби, що збільшило загальну кількість підтверджених випадків до 998230. Кількість померлих зросла до 27784 осіб. Кількість одужань зросла до 950873, на кінець місяця залишилось 19573 активних випадків хвороби.
У березні було зареєстровано 39128 нових випадків хвороби, що збільшило загальну кількість підтверджених випадків до 1037358. Кількість померлих зросла до 28425. Кількість одужань зросла до 1022000, на кінець місяця не залишилось активних випадків хвороби.
У квітні було зареєстровано 3354 нових випадки хвороби, що довело загальну кількість підтверджених випадків до 1040712. Кількість померлих зросла до 28566. Кількість одужань зросла до 1026756.
У травні було зареєстровано 2160 нових випадків хвороби, що довело загальну кількість підтверджених випадків до 1042872. Кількість померлих зросла до 28641. Кількість одужань зросла до 1028885.
У червні було зареєстровано 23255 нових випадків, що довело загальну кількість підтверджених випадків до 1066127. Кількість загиблих зросла до 28748. Кількість одужали зросла до 1037537 осіб.
У липні було зареєстровано 68533 нові випадки хвороби, що довело загальну кількість підтверджених випадків до 1134660. Кількість померлих зросла до 29 105 осіб. Кількість одужань зросла до 1114359.
У серпні було зареєстровано 9 802 нові випадки хвороби, що довело загальну кількість підтверджених випадків до 1143862. Кількість померлих зросла до 29234.
У вересні було зареєстровано 1824 нових випадків хвороби, що довело загальну кількість підтверджених випадків до 1145686. Кількість померлих зросла до 29246. Кількість одужань зросла до 1132266.
У жовтні було зареєстровано 907 нових випадків хвороби, що довело загальну кількість підтверджених випадків до 1146593. Кількість померлих зросла до 29259. Кількість одужань зросла до 1133072.
У листопаді було зареєстровано 479 нових випадків хвороби, що довело загальну кількість підтверджених випадків до 1147072. Кількість померлих зросла до 29268.
У грудні було зареєстровано 573 нових випадки хвороби, що довело загальну кількість підтверджених випадків до 1147645. Кількість померлих зросла до 29285. Кількість одужань зросла до 1134465.

### 2023
У січні було зареєстровано 2711 нових випадків хвороби, у лютому – 606, у березні – 1071, у квітні – 844, внаслідок чого загальна кількість підтверджених випадків склала 1150356 у січні, 1150962 у лютому, 1152033 у березні та 1152877 у квітні. Кількість померлих зросла до 29308 у січні, 29331 у лютому, 29363 у березні та 29398 у квітні. Кількість одужань зросла до 1134769 у січні, 1135170 у лютому, 1136175 у березні та 1136957 у квітні.

## Вплив на економіку
18 березня 2020 року президент Туніської фондової біржі повідомив про падіння індексу фондового ринку в Тунісі на 14,2 %. 21 березня 2020 року основний індекс Туніської фондової біржі впав на 7,3 % до 6138,82 пунктів.